# Parosteodes grisea
Parosteodes grisea là một loài bướm đêm trong họ Geometridae.